# Пісажовиці (Бельський повіт)
Пісажовиці (пол. Pisarzowice) — село в Польщі, у гміні Вілямовиці Бельського повіту Сілезького воєводства.
Населення — 5190 осіб (2011).
У 1975—1998 роках село належало до Бельського воєводства.

## Демографія
Демографічна структура станом на 31 березня 2011 року:
|          | Загалом | Допрацездатний вік | Працездатний вік | Постпрацездатний вік |
| -------- | ------- | ------------------ | ---------------- | -------------------- |
| Чоловіки | 2534    | 552                | 1754             | 228                  |
| Жінки    | 2656    | 553                | 1634             | 469                  |
| Разом    | 5190    | 1105               | 3388             | 697                  |